# Multidentia dichrophylla
Multidentia dichrophylla là một loài thực vật có hoa trong họ Thiến thảo. Loài này được (Mildbr.) Bridson mô tả khoa học đầu tiên năm 1987.